# Mushalpur
Mushalpur ist ein Dorf im indischen Bundesstaat Assam.
Die Siedlung ist Hauptort des Distrikts Baksa. Mushalpur hat den Status eines Village. Sie hatte am Stichtag der Volkszählung 2011 795 Einwohner, von denen 439 Männer und 366 Frauen waren. Die Alphabetisierungsrate lag 2011 bei 73,7 % und damit leicht unter dem nationalen Durchschnitt. 63,4 % der Einwohner gehören den Scheduled Tribes an.